# Moutza

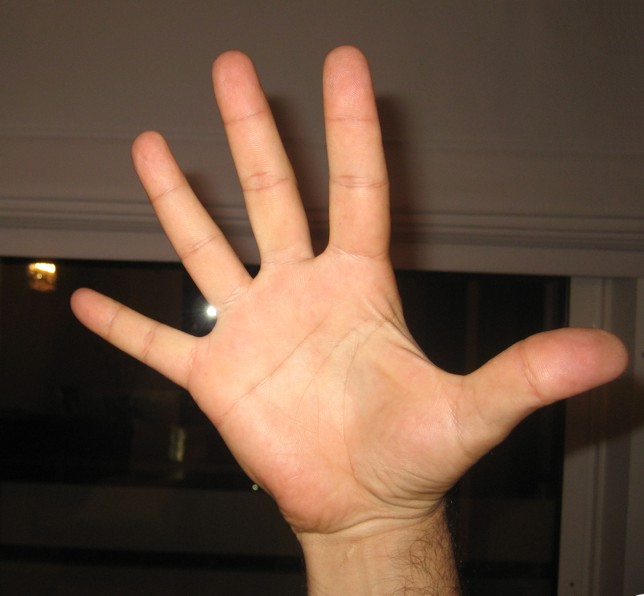
Moutza med en hand.

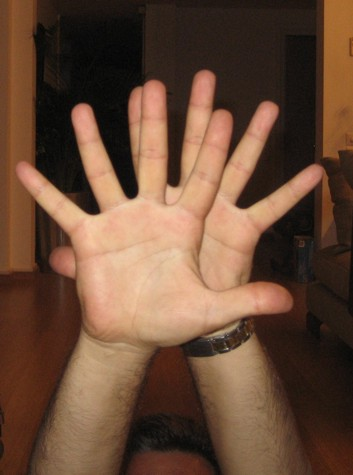
Dubbel moutza.

Moutza, (μούντζα) eller faskeloma (φασκέλωμα) är den mest traditionella typen av förolämpande gest ibland greker. Gesten består av att man sträcker ut alla fingrar och presenterar handflatan gentemot personen som ska förolämpas i en rörelse framåt. Gesten kombineras ofta med uttryck såsom "να" (na), "παρ'τα" (par'ta) eller "όρσε" (órse), med betydelserna "här", "ta de här" och "här har du".
En mer stötande version uppnås genom att använda båda händerna och slå den ena handens handflata mot baksidan av den andra handen, i riktning mot den tänkta mottagaren. Ju närmare gesten är mottagarens ansikte, desto mer hotfull anses den.
Om en grek vill räkna till siffran fem på händerna ser de i regel till att inte sträcka ut sina fingrar för mycket, eller så riktas handflatan mot en själv och baksidan av handen mot mottagaren, så att gesten inte misstas för en moutza.